# Yer型蒸汽机车
Yer型蒸汽机车（俄文：Паровоз Ь）是苏联铁路使用的一款水柜式货运蒸汽机车。机车轴式有0-4-0、0-4-2、2-4-2、4-4-0、0-6-0、0-6-2、2-6-4、0-8-0、2-8-2、4-8-0、2-10-2共11种轴式。在1860年到1877年俄国从国外进口了Yer型，在1877年到1957年，俄国和苏联先后制造了这款机车。

## 中东铁路Yer型

### 历史
在1929年，捷克斯洛伐克的斯柯达为中东铁路制造了轴式为2-10-2的Yer型蒸汽机车，后来日本川崎车辆也制造了Yer型蒸汽机车。机车车号被编为4001—4006，1951年被更名为ㄙㄊ1型。

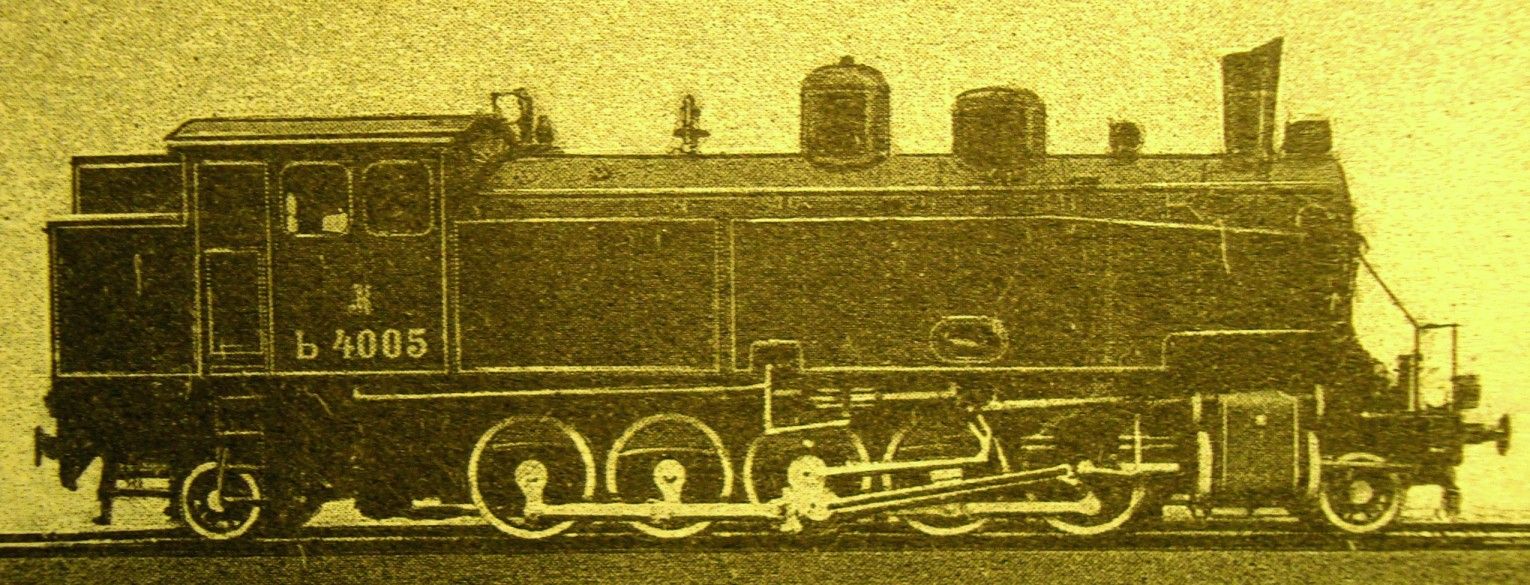
中东铁路Yer型机车

### 性能诸元
- 轴式：2-10-2
- 机车长度：15116.1毫米
- 整备重量：93吨
- 车轮直径：838.18毫米
- 驱动轮直径：1320.8毫米
- 轮毂直径：838.18毫米
- 在锅炉中的蒸汽压力：12.7公斤/平方厘米
- 全部蒸发表面加热锅炉：234米²
- 过热类型：施密特型
- 过热器受热面：65.2米²
- 缸径：711.2毫米
- 水箱容量：15米³
- 油箱容量：7 M³